# Championnat des Fidji de football 2014
Navigation
Saison précédente Saison suivante
La saison 2014 du Championnat des Fidji de football est la trente-huitième édition du championnat de première division aux Fidji. 
Le championnat regroupe huit équipes du pays au sein d'une poule unique, où ils s'affrontent deux fois au cours de la saison, à domicile et à l'extérieur. À la fin de la compétition, le dernier du classement est relégué et remplacé par le champion de deuxième division.
C'est le Suva FC, qui remporte la compétition cette saison, après avoir terminé en tête du classement final, avec huit points sur un duo composé du tenant du titre, Ba FC et de Nadi FC. Il s'agit du troisième titre de champion des Fidji de l'histoire du club, le premier depuis 1997.
Comme lors de l'édition précédente, le champion des Fidji et son dauphin sont automatiquement qualifiés pour la phase de groupe de la prochaine Ligue des champions.

## Les clubs participants
| - Ba FC - Lautoka FC - Navua FC - Rewa FC | - Labasa FC - Nadi FC - Nadroga FC - Suva FC |

## Compétition

### Classement
Le barème utilisé pour établir le classement est le suivant :
- Victoire : 3 points
- Match nul : 1 point
- Défaite : 0 point

| Rang | Équipe     | Pts | J  | G  | N | P  | Bp | Bc | Diff |
| ---- | ---------- | --- | -- | -- | - | -- | -- | -- | ---- |
| 1    | Suva FCC   | 34  | 14 | 11 | 1 | 2  | 25 | 11 | +14  |
| 2    | Ba FCT     | 26  | 14 | 8  | 2 | 4  | 33 | 13 | +20  |
| 3    | Nadi FC    | 26  | 14 | 8  | 2 | 4  | 17 | 13 | +4   |
| 4    | Labasa FC  | 24  | 14 | 7  | 3 | 4  | 26 | 16 | +10  |
| 5    | Rewa FC    | 21  | 14 | 6  | 3 | 5  | 14 | 13 | +1   |
| 6    | Lautoka FC | 13  | 14 | 4  | 1 | 9  | 15 | 22 | -7   |
| 7    | Nadroga FC | 10  | 14 | 2  | 4 | 8  | 10 | 31 | -21  |
| 8    | Navua FC   | 5   | 14 | 1  | 2 | 11 | 10 | 31 | -21  |

|  | Qualification pour la Ligue des champions de l'OFC 2014-2015 |
|  | Relégation en deuxième division                              |
|  | T : Tenant du titre C : Vainqueur de la Coupe des Fidji      |

## Bilan de la saison
| Championnat des Fidji de football 2014                   |                      |
| Champion                                                 | Suva FC (3e titre)   |
| Coupes et trophées                                       |                      |
| Vainqueur de la Coupe des Fidji 2014                     | Suva FC              |
| Qualifications continentales                             |                      |
| Ligue des champions de l'OFC 2014-2015                   | Suva FC              |
| Ligue des champions de l'OFC 2014-2015                   | Ba FC                |
| Promotions et relégations                                |                      |
| Promus en Fiji Sun/GP Batteries National Football League | Tailevu Naitasiri FC |
| Relégués en Premier Division                             | Navua FC             |